# Reshet Patera
La Reshet Patera è una struttura geologica della superficie di Io.